# Липовое (Черниговская область)
Липовое (укр. Липове) — село в Прилукском районе Черниговской области Украины. Население — 968 человек (2001 год), 595 человек (2024 год). Занимает площадь 3,899 км².
Код КОАТУУ: 7425384001. Почтовый индекс: 17222. Телефонный код: +380 4634.

## Власть
Орган местного самоуправления — Талалаевская поселковая община. Почтовый адрес: 17200, Черниговская обл., Прилукский р-н, п. Талалаевка, ул. Вокзальная, 3.